# SN 2006iu
SN 2006iu – supernowa typu II odkryta 1 października 2006 roku w galaktyce A063641+3736. W momencie odkrycia miała maksymalną jasność 17,90m.